# Meister der Straubinger Albrechtstumba

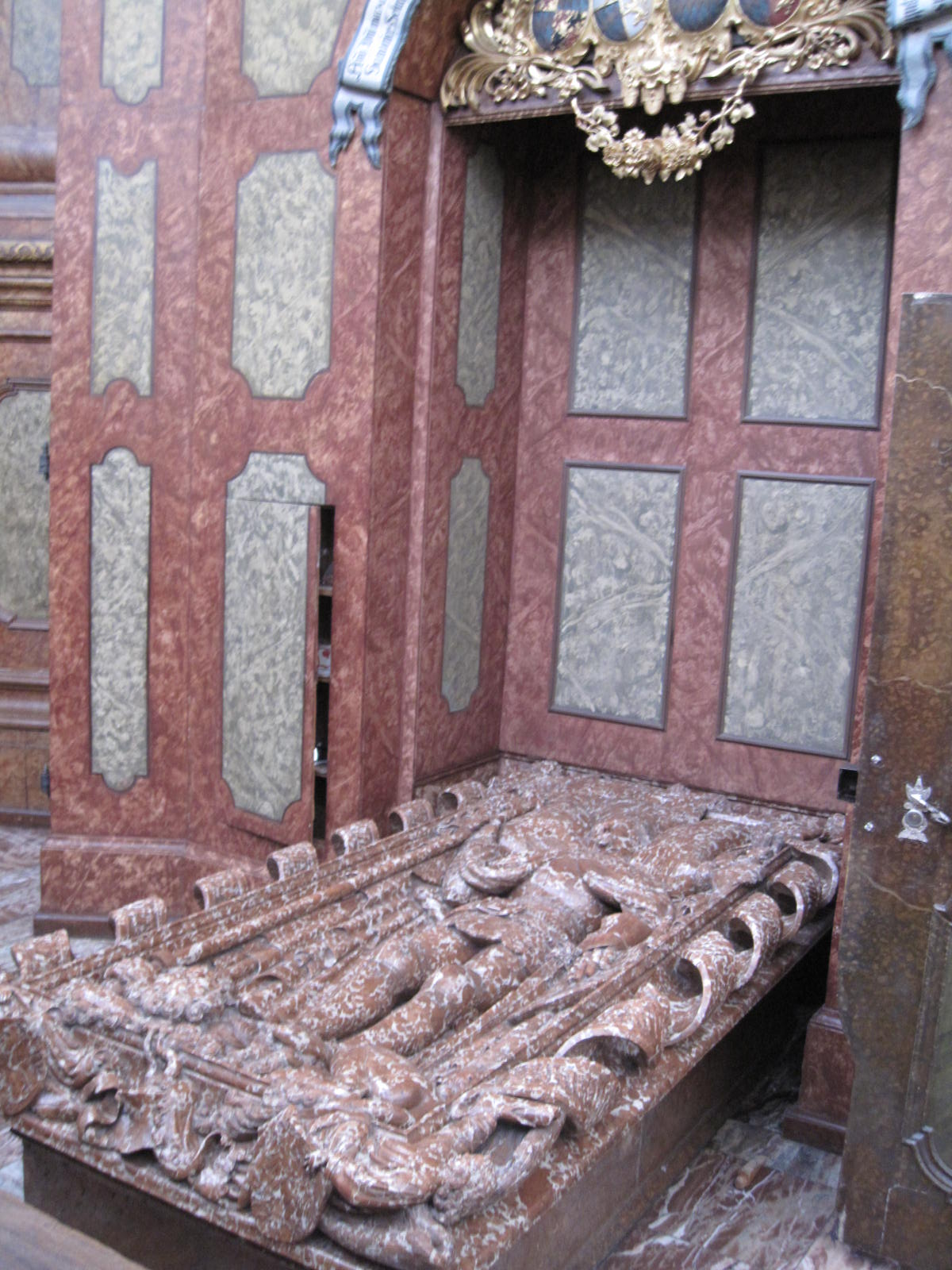
Das Grabmal Albrechts II. in der Karmelitenkirche in Straubing

Als Meister der Straubinger Albrechtstumba wird der Bildhauer bezeichnet, der um 1410 das Grabmal von Herzog Albrecht II. von Bayern in der Karmelitenkirche in Straubing in Niederbayern geschaffen hat. Der namentlich nicht bekannte Künstler hat das Hochgrab, auch Tumba genannt, aus rotem Salzburger Marmor gefertigt. Es gilt als hervorragendes Werk der gotischen Grabmalplastik des späten Mittelalters. Es wird zu den wichtigen Zeugnissen der Skulptur in Ostbayern gezählt und macht künstlerische Beziehungen zum angrenzenden Böhmen und der Residenzstadt Prag deutlich.
Dem Meister der Straubinger Albrechtstumba werden neben dem Tumbengrabmal für Herzog Albrecht II. in Straubing noch weitere Werke zugeschrieben, darunter das Tumbengrabmal für Pfalzgraf Aribo von Bayern in der Benediktinerklosterkirche in Seeon, die Deckplatten der Tumbengrabmäler für Propst Hinderkircher in der Augustinerchorherrenkirche in Gars am Inn und für Abt Höhenberger in der Benediktinerkirche zu Ebersberg.
Der Meister der Straubinger Albrechtstumba stellt seine Figuren und vor allem ihre Gewänder sehr naturalistisch dar; im Unterschied zu Schöpfern etwas früherer Grabbilder wie das oft verglichene Grabmal des 1397 verstorbenen Pfalzgraf Rupert Pipan in der Martinskirche in Amberg versucht er eine idealistische Darstellung, was auf Kenntnis des neuen weichen Stils hinweist. Dieser hatte ab 1400 die spätgotische Plastik beeinflusst.